# Шкорпик, Велимир
Велимир Шкорпик (серб. Велимир Шкорпик, сербохорв. Velimir Škorpik; 2 апреля 1919, Задар — 7 ноября 1943, Загорье) — югославский военный моряк, первый командир военно-морского флота партизанских антифашистских сил Югославии. Народный герой Югославии.

## Биография
Родился 2 апреля 1919 года в Задаре. Сын Иосипа Шкорпика, будущего генерал-подполковника Югославской народной армии. Окончил в 1940 году Поморскую военную академию (Королевскую военно-морскую школу), поступив на службу в военно-морской флот Королевства Югославии. В дни апрельской войны против Германии находился в Шибенике.
Во избежание попадания в плен Велимир угнал торпедный катер, на котором уплыл в Дивулье, где и потопил судно. Сумел пробраться сначала в Сплит, а затем и в Загреб, но его завербовали в военно-морские силы Независимого государства Хорватии. В 1941 году, находясь в Макарске, Велимир вышел на связь с партизанами, к которым и присоединился. В том же году был принят в Коммунистическую партию Югославии (будущий Союз коммунистов Югославии).
В условиях строжайшей секретности Шкорпик-младший занимался закупкой оружия для партизан, распространением учебной военной и политической литературы, а также разведкой: он раскрывал планы многочисленных операций итальянцев и усташей. Он оповещал об этом руководство партии в Макарске. 1 декабря 1942 года по распоряжению партии вместе с отцом Иосипом перебрался из Макарски в Биоково — территорию, не занятую оккупантами, после чего занялся вербовкой добровольцев из города Лучко.
В конце 1942 — начале 1943 года Велимир возглавил Морское отделение 4-й оперативной зоны Штаб-квартиры НОАЮ в Хорватии. По его инициативе был создан 1-й морской партизанский отряд, командиром которого и стал Велимир. Используя свои знания, которые он приобрёл за время обучения в Военно-морской академии, он обучал партизан и строительству лодок, и правилам морского боя, сумев сделать маленький партизанской флот из легко вооружённых судов достаточно грозной силой. Помимо всего прочего, Шкорпик лично занимался разработкой военно-морского флага Югославии и униформы для моряков югославского флота.
В декабре 1942 года партизаны из Биоково начали вести первые боевые действия на море: в Брачском канале ими были проведены несколько успешных операций, а 31 декабря ими были захвачены пять кораблей. Эти успешные действия партизан привели к тому, что итальянцы стали отправлять тяжёлые корабли для охраны конвоев и патрулирования канала. В середине февраля 1943 года Отдел военно-морских сил был расформирован, и Велимир возглавил 1-й военно-морской отряд, который успешно отбил несколько атак итальянцев на Макарское приморье. В начале марта отряд был переформирован в Биоковский партизанский отряд, командиром которого был назначен Шкорпик-младший; в середине мая он был назначен начальником штаба Цетинского отряда.
После освобождения Задварья в августе 1943 года Шкорпик возглавил Группу цетинских батальонов, в составе которой участвовал в боях за Трилье, Ловреч и Аржан. После капитуляции Италии угроза с моря несколько отступила, и он был назначен командиром штаба Прибрежного командования, в ведении которого были вооружённые корабли в средней и южной Далмации, а также береговая артиллерия.
В сентябре 1943 года партизаны освободили Сплит, и Шкорпик возглавил военно-морскую базу Сплита. В конце сентября завершилось очередное реформирование, и Прибрежное командование стало Командованием вооружённого флота, в октябре месяце после начала очередного наступления немцев Шкорпик распорядился эвакуировать основные силы партизан Далмации и гражданское население на острова, выбив оттуда значительную часть немецких и хорватских сил. За короткое время усилиями Велимира партизаны сумели успешно эвакуировать гражданское население Хорватии и отрезать немцев от снабжения по воде.
По инициативе Велимира Шкорпика в начале октября 1943 года делегация Народно-освободительной армии Югославии отправилась на переговоры с англо-американским командованием, Шкорпик представлял 4-ю оперативную зону. С разрешения союзников часть гражданского населения была эвакуирована на итальянские острова, которые контролировали союзники. 18 октября был официально сформирован Военно-морской флот НОАЮ, начальником штаба которого был назначен Шкорпик. Однако к своим прямым обязанностям он не приступил, поскольку одновременно занял должность начальника штаба 3-й далматинской бригады.
В начале ноября 1943 года Шкорпик прибыл в штаб бригады, договорившись о действиях на суше. 7 ноября 1943 в битве при селе Загорье его отряд был окружён усташами. Велимир попытался вырваться из окружения, но трагически погиб. В тот же день партизаны похоронили его в селе.
Указом Президиума Народной Скупщины Федеративной Народной Республики Югославии от 8 сентября 1952 года Велимир Шкорпик был посмертно награждён званием Народного героя Югославии. В память о первом командире военно-морских сил коммунистической Югославии одна из улиц города Трешневка получила имя Шкорпика. В ВМС СФРЮ его имя носил ракетный катер типа «Оса» — RČ-310 «Велимир Шкорпик».